# Хасуха Магомадов
Хасуха Магомадов — останній абрек в СРСР, учасник антирадянського повстання на Північному Кавказі в 1940—1944 роках. Чеченець, виходець з тайпа гаттой .

## Біографія
Народився в селі Гатен-Кале (нині Асланбек-Шеріпово Шатойського району Чечні) в середині травня 1907 року, в родині простого горця. Батьки Хасухі мали дев'ятеро дітей. У вісімнадцятирічному віці Магомадов залишився без батька. Потім Хасуха, одружившись, жив селянською працею. В юності він навчався в медресе, де вивчив арабську мову.
Влітку 1939 року Хасуха скоїв вбивство односельця, після чого, за звичаєм, змушений піти в абреки .
Хасуха приєднався до загону Хасана Ісраїлова, брав участь в антирадянському повстанні на Північному Кавказі. Всі незадоволені радянською владою, які контактували з Ісраїловим, рано чи пізно потрапляли в руки НКВД. Магомадов незабаром помітив цю закономірність. Після ліквідації чергової групи німецьких парашутистів він таємно покинув банду і до самої своєї загибелі в 1976 році діяв самостійно.
Після депортації чеченців та загибелі Ісраїлова Хасуха залишався в горах і продовжував здійснювати напади на представників Радянської влади. За даними МВС, Хасуха Магомадов брав участь в 194 нападах і особисто зробив понад тридцять вбивств. Серед убитих Магомадова — начальник Радянського районного відділу КДБ, працівники партійно-радянського активу, органів держбезпеки та міліції.
У березні 1976 року в міліцію надійшла інформація про те, що Магомадов знаходиться в ущелині неподалік від села. В операції із затримання Магомадова, якому вже було 70 років, брали участь співробітники КДБ, МВС і в/ч 3394. У результаті операції Хасуха Магомадов убили пострілом в голову. При ньому були виявлені пістолет ТТ, гвинтівку Мосіна, дві гранати та велику кількість набоїв. Від кулі абрека загинув один з правоохоронців. Його місце поховання невідоме. В період існування Чеченської Республіки Ічкерія Хасуха Магомадов був посмертно нагороджений орденом «Честь нації».